# Bealeyia
Bealeyia is een monotypisch geslacht van spinnen uit de  familie van de Orsolobidae.

## Soort
- Bealeyia unicolor Forster & Platnick, 1985